# Ніви (гміна Возьники)
Ніви (пол. Niwy) — село в Польщі, у гміні Возьники Люблінецького повіту Сілезького воєводства.
У 1975-1998 роках село належало до Ченстоховського воєводства.